# Coenosia ishizuchiensis
Coenosia ishizuchiensis är en tvåvingeart som beskrevs av Shinonaga 2003. Coenosia ishizuchiensis ingår i släktet Coenosia och familjen husflugor. Inga underarter finns listade i Catalogue of Life.